# امامزادة سادات (مقاطعة تشرام)
امامزادة سادات (بالفارسية: امامزاده سادات) هي قرية تقع في قسم سرفارياب الريفي (مقاطعة تشرام) في إيران. يقدر عدد سكانها بـ 286 نسمة بحسب إحصاء 2016.